# محلية القطينة
محلية القطينة (بالإنجليزية: Al Gutaina District)‏ إحدى محليات ولاية النيل الأبيض، السودان.